# Albrecht van Nassau-Weilburg
Albrecht van Nassau-Weilburg (26 december 1537 - Slot Ottweiler, 11 november 1593) was graaf van Nassau-Weilburg (een deel van het graafschap Nassau), en sinds 1574 ook graaf van Nassau-Ottweiler (een deel van het graafschap Saarbrücken). Hij stamt uit de Walramse Linie van het Huis Nassau.

## Biografie
Albrecht was de enige zoon van graaf Filips III van Nassau-Weilburg en Anna van Mansfeld-Hinterort, dochter van graaf Albert van Mansfeld-Hinterort en Anna van Honstein. Zijn moeder overleed bij zijn geboorte. Hij had één jongere halfbroer, Filips. In zijn kinderjaren werd hij samen met zijn halfbroer in Slot Neuweilnau in het protestantse geloof opgevoed. Via de hofpredikant leerde Albrecht Philipp Melanchthon kennen, met wie een hij een regelmatige briefwisseling voerde.

### Graaf van Nassau-Weilburg
Op 4 oktober 1559 overleed zijn vader. Albrecht erfde samen met zijn halfbroer het graafschap Nassau-Weilburg. Aangezien Filips slechts zestien jaar oud was, nam Johan III van Nassau-Saarbrücken, als senior van de Walramse Linie van het Huis Nassau, de voogdij waar. Aanvankelijk regeerden de broers samen. De hoge schulden van hun vader beperkte hun handelingsmogelijkheden, maar langzaam lukte het hun om de begrotingssituatie te verbeteren.
Op 15 mei 1561 deelden de halfbroers voor de eerste maal hun graafschap. Albrecht ontving kasteel en ambt Weilburg, Filips kasteel en ambt Neuweilnau. Albrecht betrok het nieuwe Slot Weilburg, dat hij verder uitbreiden liet. Het grootste deel van het graafschap en de schulden van de vader bleven echter gemeenschappelijk bezit.
Albrecht nam in 1562 deel aan de verkiezings- en kroningsdag van keizer Maximiliaan II in Frankfurt am Main en in 1566 aan de Rijksdag van Augsburg.
Albrecht en Filips brachten de volgende wijzigingen aan in hun gezamenlijke bezit:
- in 1562 de verwerving van de helft van het ambt Stockheim,
- in 1565 de verwerving van het deel van de graven van Stolberg van Altweilnau met Landstein,
- in 1570 de verkoop van het ambt Bingenheim (m.u.v. Reichelsheim) aan Hessen.[8]

In 1567/68 kwamen Albrecht en Filips verscheidene keren samen met Willem van Oranje. Ze namen deel aan de voorbereiding van de Nederlandse Onafhankelijkheidsoorlog tegen Fernando Álvarez de Toledo, de hertog van Alva. Albrecht stond borg voor de soldij die Willem van Oranje aan de huursoldaten verschuldigd was. De aanval op de Nederlanden in 1568 mislukte echter.
In 1571 deelden Albrecht en Filips de heerschappijrechten in Nassau-Weilburg volledig. Albrechts deel omvatte naast het ambt Weilburg ook Gleiberg, Cleen, Wehen en Burgschwalbach. Met Hessen sloten de halfbroers meerdere verdragen waarin ze het gemeenschappelijke bezit van Nassau en Hessen geleidelijk verdeelden. Zo verdeelden ze in 1585 met Hessen het Land an der Lahn.
In 1579 kon Albrecht een deel van het ambt Jugenheim verwerven en zijn invloed in Rijn-Hessen uitbreiden.
Albrecht behoorde tot de Wetterauer Grafenverein. In dienst van de vereniging reisde Albrecht verschillende keren naar keizer Maximiliaan II en naar de Rijksdag. Meestal ging het om godsdienstvrijheid voor de calvinistische vorsten. Met de Wetterauer Grafenverein streed Albrecht in 1583-1588 aan de zijde van Gebhard I van Waldburg in de Keulse Oorlog.

### Graaf van Nassau-Ottweiler
In 1570 bevestigde keizer Maximiliaan II het testament van Johan III van Nassau-Saarbrücken waarin deze Albrecht en Filips tot zijn erfgenamen benoemde. Johan was zonder mannelijke nakomelingen en wilde zekerstellen dat volgens het erfverdrag van 1491, de graafschappen Saarbrücken, Saarwerden en Ottweiler voor de Walramse Linie van het Huis Nassau behouden bleven. Reeds in 1571 namen Albrecht en Filips in opdracht van Johan het bestuur over de heerlijkheden Lahr en Mahlberg over.
Met het overlijden van Johan III van Nassau-Saarbrücken op 23 november 1574 vielen de graafschappen Saarbrücken, Saarwerden en Ottweiler definitief aan Albrecht en Filips. Ze werden op 7 december 1574 tussen de broers verdeeld. Filips ontving de graafschappen Saarbrücken en Saarwerden en de heerlijkheid Stauf. Albrecht ontving Ottweiler, de ambten Homburg, Kirchheim en de heerlijkheden Lahr en Mahlberg in het Zwarte Woud. In Ottweiler liet Albrecht een nieuw slot bouwen, dat zijn residentie zou worden. Als de oudste vertegenwoordiger was Albrecht het hoofd van de Walramse Linie van het Huis Nassau en nam hij het regentschap voor Johan Lodewijk I van Nassau-Idstein waar.
De Saarbrückense erfenis werd van verscheidene zijden aangevochten. Hertog Karel III van Lotharingen eiste het graafschap Saarwerden als vervallen leen terug. Albrecht slaagde er, als oudste van de Walramse Linie van het Huis Nassau, echter in om het recht van Nassau bij het Rijkskamergerecht te laten zegevieren. Het geschil liep jaren en dreigde een tijdlang militair te escaleren. Albrecht stond stad en ambt Homburg later af aan Lotharingen en verkreeg in ruil daarvoor Longeville en Fraulautern.
Keurvorst Frederik III van de Palts maakte eveneens aanspraken op delen van de erfenis. Albrecht was in staat een overeenkomst met de keurvorst te bereiken. Meerdere omvangrijke verdragen waarin de exacte rechten en grenzen werden vastgelegd, werden gesloten. Na het overlijden van Frederik III in 1576 werd Albrecht benoemd tot zijn executeur-testamentair.

### De reformatie
Al in het begin van hun regering stelden Albrecht en Filips in hun graafschap katholieke gewoonten zoals carnavalsvieringen en het Sint-Jansvuur strafbaar.
Reeds op 1 januari 1575 voerde Albrecht in Ottweiler de reformatie in, volgens de Augsburgse Confessie. Katholieke priesters werden uit hun ambt ontheven of aan de nieuwe leer verplicht, kloosters opgeheven, kerkbezit in beslag genomen, scholen opgericht en het kerkpatronaat verworven.

### Bouwheer
Albrecht trad meermaals op als bouwheer van grotere bouwwerken. Na de eerste deling met zijn halfbroer liet hij Slot Weilburg uitbreiden. Hiermee belastte hij de bouwmeester Ludwig Kempf. In deze fase ontstonden de noordvleugel en de zogenaamde Stadtpfeiferturm. Het alliantiewapen van Albrecht en zijn vrouw is nog steeds aan deze toren aangebracht. Eveneens liet Albrecht in die tijd de Tiergarten in Weilburg aanleggen.
Na het erven van Ottweiler liet Albrecht Slot Ottweiler en het renaissanceslot Neunkirchen door bouwmeester Christmann Strohmeyer bouwen en de Burcht Hohenburg bij Homburg uitbreiden.
Waarschijnlijk nam Albrecht ook het initiatief tot de uitbreiding van de Burcht Gleiberg aan het einde van de 16e eeuw, nadat het volledig aan het Huis Nassau was toegevallen.

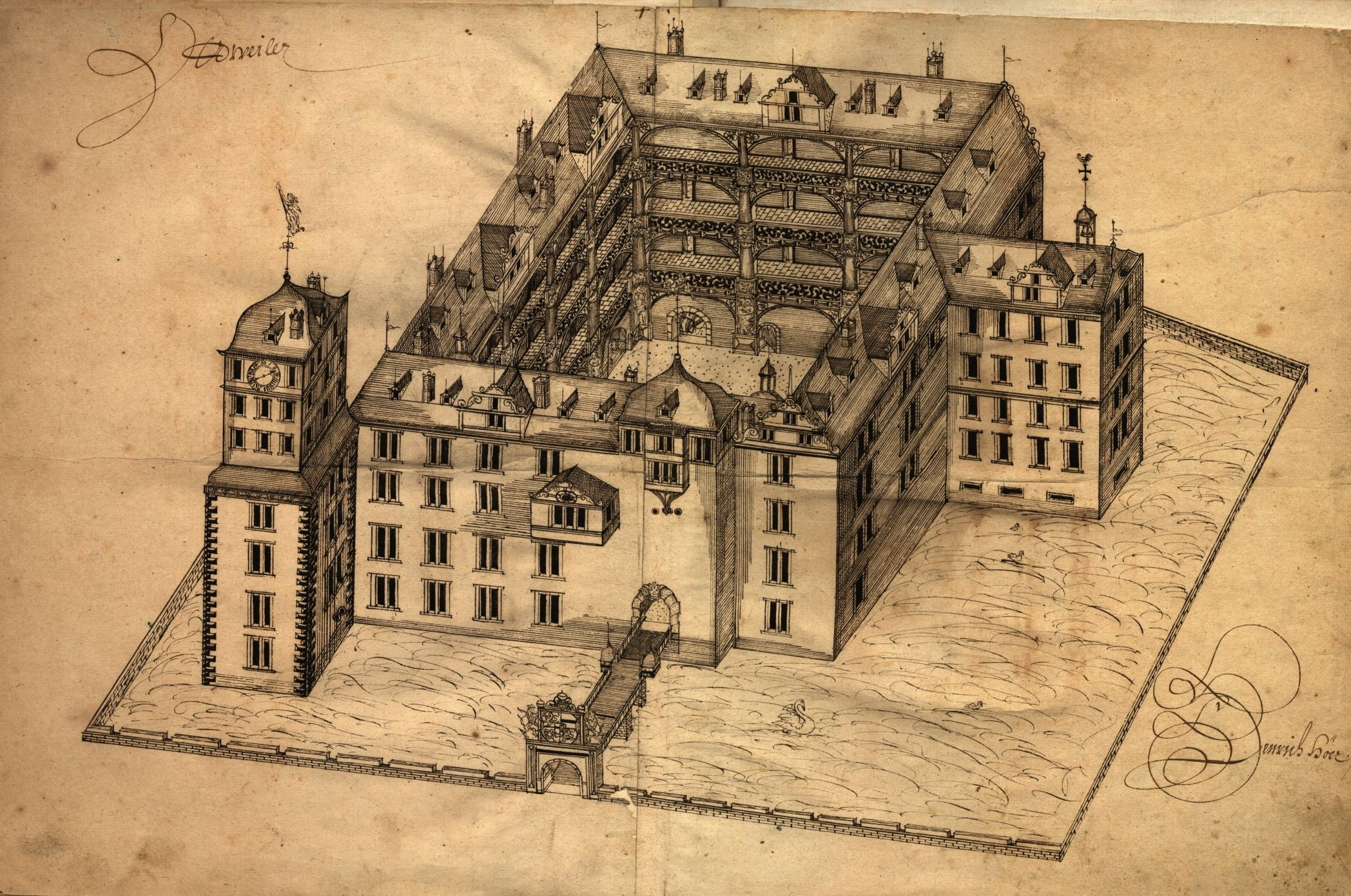
Slot Ottweiler, tekening uit 1617
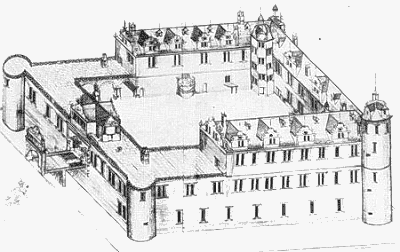
Slot Neunkirchen, tekening uit de 17e eeuw
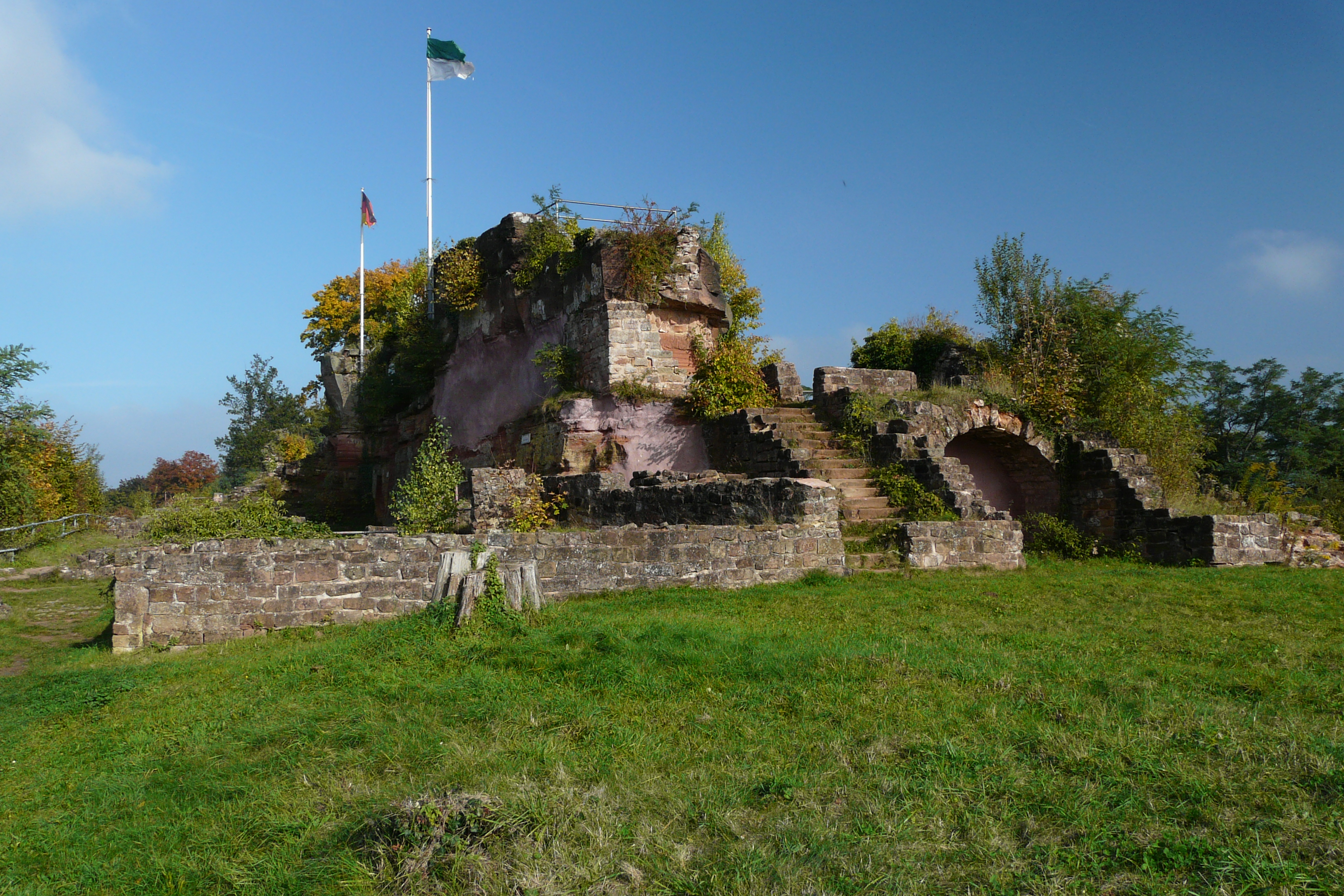
Ruïne van de Burcht Hohenburg bij Homburg
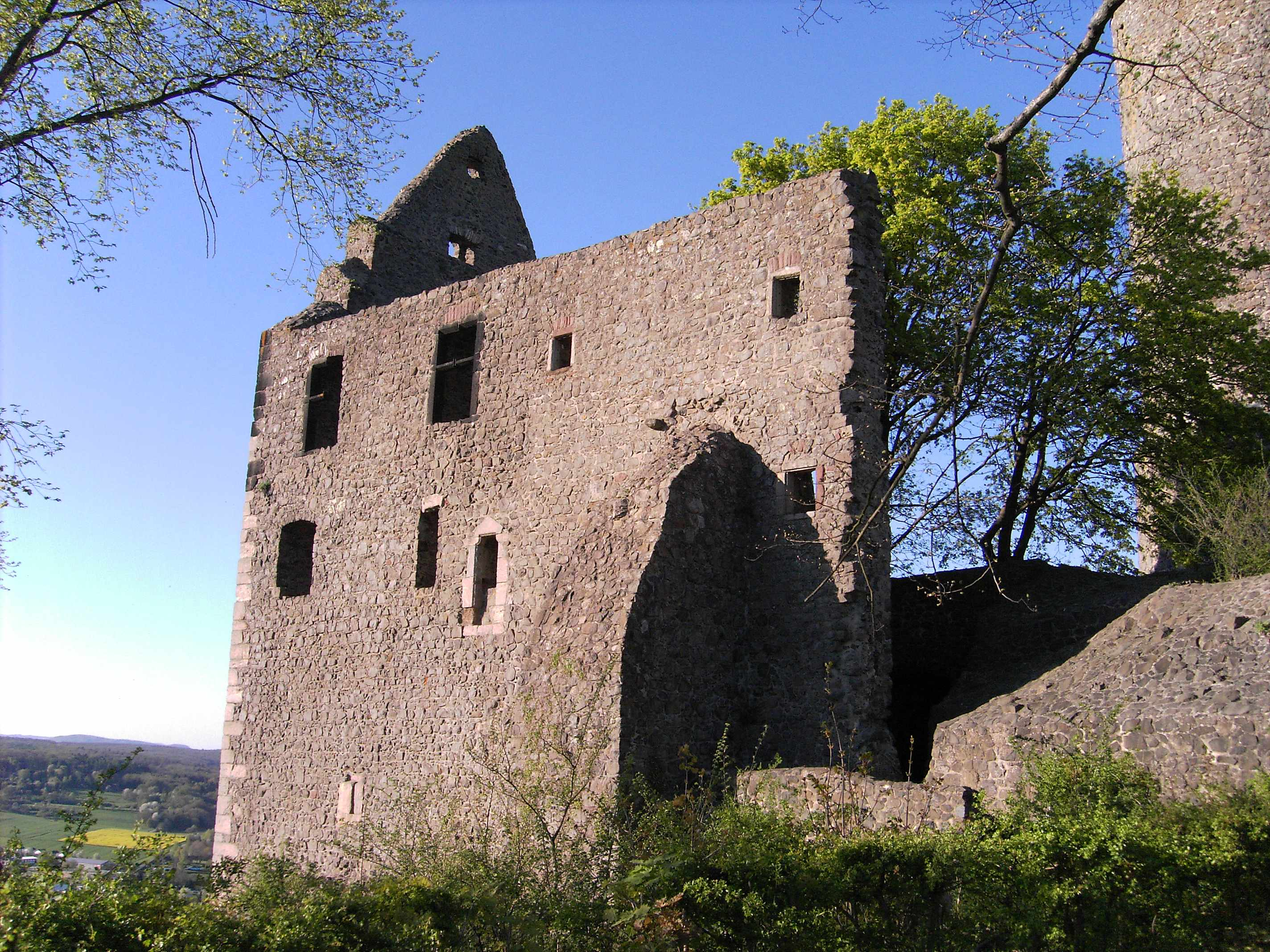
Ruïne van de Burcht Gleiberg

### Overlijden, begrafenis en opvolging
Albrecht stierf op 11 november 1593 in Slot Ottweiler. Hij werd op 25 november 1593 begraven in de Abdijkerk Nieuw-Münster te Ottweiler. Zijn drie zoons verdeelden zijn bezit. Twee van de zoons stierven echter kort na hun vader, zodat de overlevende zoon reeds in 1602 de gehele vaderlijke nalatenschap bezat.

## Huwelijk en kinderen
Albrecht huwde te Dillenburg op 6 of 16 juni 1559 met Anna van Nassau-Siegen (Dillenburg, 21 september 1541 - Weilburg, 12 februari 1616), dochter van graaf Willem I "de Rijke" van Nassau-Siegen en Juliana van Stolberg-Wernigerode. Anna werd begraven in de Slotkerk te Weilburg.

Uit dit huwelijk werden de volgende kinderen geboren:
1. Anna Amalia (Weilburg, 12 oktober 1560 - Straatsburg, 6 januari 1635), huwde te Ottweiler op 9 september 1581 met graaf Otto van Solms-Sonnenwalde (Sonnenwalde, 25 juni 1550 - Sonnenwalde, 29 januari/8 februari 1612).
2. Juliana (10 augustus 1562 - 20 november 1562).
3. Catherina (6 december 1563 - Saarbrücken, 4 oktober 1613).
4. Lodewijk (Weilburg, 9 augustus 1565 - Saarbrücken, 8 november 1627 o.s.), volgde zijn vader op als graaf van Nassau-Ottweiler.
5. George Filips (30 maart 1567 - 26 februari 1570, begraven in de Sint-Maartenskerk, Weilburg).
6. Albrecht (19 maart 1569 - 2 januari 1570, begraven in de Sint-Maartenskerk, Weilburg).
7. Willem (25 augustus 1570 - Burgschwalbach, 19 november 1597), volgde zijn vader op als graaf van Nassau-Weilburg.
8. Elisabeth (Weilburg, 12 april 1572 - Berleburg, 28 maart 1607), huwde te Berleburg op 12 juni 1596 met graaf George V van Sayn-Wittgenstein-Berleburg (Berleburg, 30 april 1565 - Berleburg, 16 december 1631).
9. Juliana (17 maart 1574, jong overleden).
10. Anna Sibylla (Ottweiler, 25 mei 1575 - 1643), huwde te Saarbrücken op 26 augustus 1606 met graaf Peter Ernst II van Criechingen († 1633). Peter Ernst was erfmaarschalk van het hertogdom Luxemburg en het graafschap Chiny.
11. Johan Casimir (Ottweiler, 24 september 1577 - Wehen, 29 maart 1602), volgde zijn vader op als graaf van Nassau-Gleiberg.
12. Magdalena (13 mei 1580 - Slot Neuweilnau, 21 april 1658, begraven in de Sint-Maartenskerk, Weilburg).
13. Anna Odilia (Weilburg, 26 januari 1582 - Metz, 10 september 1635), huwde te Weilburg op 18 november 1609 met graaf Willem III van Sayn-Wittgenstein-Sayn (14 maart 1569 - 29 oktober 1623).
14. Ernestina (24 maart 1584 - Idstein, 20 oktober 1665, begraven in de Uniekerk, Idstein), huwde te Weilburg op 11 maart 1616 o.s. met graaf Filips Lodewijk van Wied-Runkel († Runkel, 2 augustus 1632).